# Porta Nigra
Porta Nigra (latinski: Crna vrata) su najveća i najsačuvanija starorimska gradska vrata na svijetu. Izgrađena su oko 186. god. u njemačkom gradu Trieru čiji su zaštitni znak, a na UNESCOv popis mjesta svjetske baštine u Europi upisana su 1986. god. 
Ova vrata, koja su za vrijeme Rimskog carstva služila kao gradska vrata, visoka su 29,3 m, a izgrađena su bez uporabe cementa. Blijedožuto kvadratno kamenje pojedinačno ima težinu i do 6 tona, a Rimljani su ga rezali izrazito precizno sa svojim brončanim pilama pokretanih vodenim kolima. Podizani su na drvene oplate, te povezivani metalnim spojnicama. U srednjem vijeku mnogo kamenja je izvađeno i korišteno za druge građevine, kao što su 12 gradskih vrata. Tako se mogu vidjeti mnoge rupe od nestalih metalnih spojnica (klinova) i rđa gdje su nekada stajale. Grčki monah iz egipatskog samostana sv. Katarine, Simeon Trierski, tražio je da se ova vrata učvrste opekom i tako sačuvaju. Nedugo nakon njegove smrti 1035. god., on je kanoniziran i u njegovu čast je uz ova vrata podignuta Crkva sv. Simeona. Vrata su bila dijelom crkve sve do 1804. god. kada su Trier zauzeli Francuzi i Napoleon je dao naredbu da se uklone svi crkveni dodaci i da se vrate u izvorni rimski oblik. Danas je sačuvana samo istočna apsida crkve iz 12. stoljeća.
Vrata su otvorena turističkim posjetama i jedno su od nezaobilaznih znamenitosti Triera.